# Józef Antoni Poniatowski

Poniatowskis vapen.

Józef Antoni Poniatowski, född 7 maj 1763 i Wien, stupad 19 oktober 1813 i slaget vid Leipzig, var en polsk ledare, general, krigsminister, överbefälhavare och patriot. 
Poniatowski var brorson till Polens siste kung, den reformvänlige Stanisław II August Poniatowski. Józef Poniatowski fick sin militära utbildning i Österrike i krigen mot Turkiet. 1792 deltog han med generalmajors rang i det polsk-ryska kriget där han vann slaget vid Zieleńce. Det invaderande Ryssland vann dock kriget vilket medförde Polens andra delning. Som en reaktion på detta utbröt 1794 Kościuszko-upproret i vilket Ponatowski deltog som general. Upproret slogs ned av Ryssland och Preussen och orsakade Polens tredje delning vilket tar bort landet från kartan som självständig stat. Poniatowski anslöt då i likhet med tiotusentals polacker till Napoleon I:s fanor då Frankrike stred mot Österrike, Preussen och Ryssland, de tre stater som ockuperat och delat upp Polen. 1807 blev han överbefälhavare i Storhertigdömet Warszawa, en polsk lydstat till Napoleon som den franske kejsaren skapat efter sin seger över det ockuperade Preussen. 1809 stred Poniatowski mot Österrike och förstorade Storhertigdömet Warszawa med en tredjedel genom att återta en del av de territorier Österrike ockuperat. 1812 deltog Poniatowski med en 100 000 man stark polsk här i Napoleons misslyckade anfall på Ryssland. Under fälttåget sårades han svårt. Efter nederlaget i Ryssland reste Poniatowski 1813 en ny polsk armé som bistod Napoleon i hans krig i Tyskland. Under slaget vid Leipzig gav Napoleon ansvaret för skyddandet av den franska reträtten till Poniatowski och hans polska trupper samt befordrade honom till marskalk av Frankrike. Poniatowski blev den ende icke-fransmannen som befordrades till denna rang. Under tre dagars strider mot övermakten sårades Poniatowski. Slutligen omkom han i floden Elster då han trots upprepade kapitulationserbjudanden vägrade lägga ner vapnen.